# Antrochalcis pictipennis
Antrochalcis pictipennis är en stekelart som beskrevs av Jean-Jacques Kieffer 1910. Antrochalcis pictipennis ingår i släktet Antrochalcis och familjen bredlårsteklar.
Artens utbredningsområde är Rwanda. Inga underarter finns listade i Catalogue of Life.